# Flächennaturdenkmal Wacholderbestand Abt. 4184 Forstrevier Jellen
Koordinaten: 53° 37′ 48″ N, 12° 10′ 10″ O

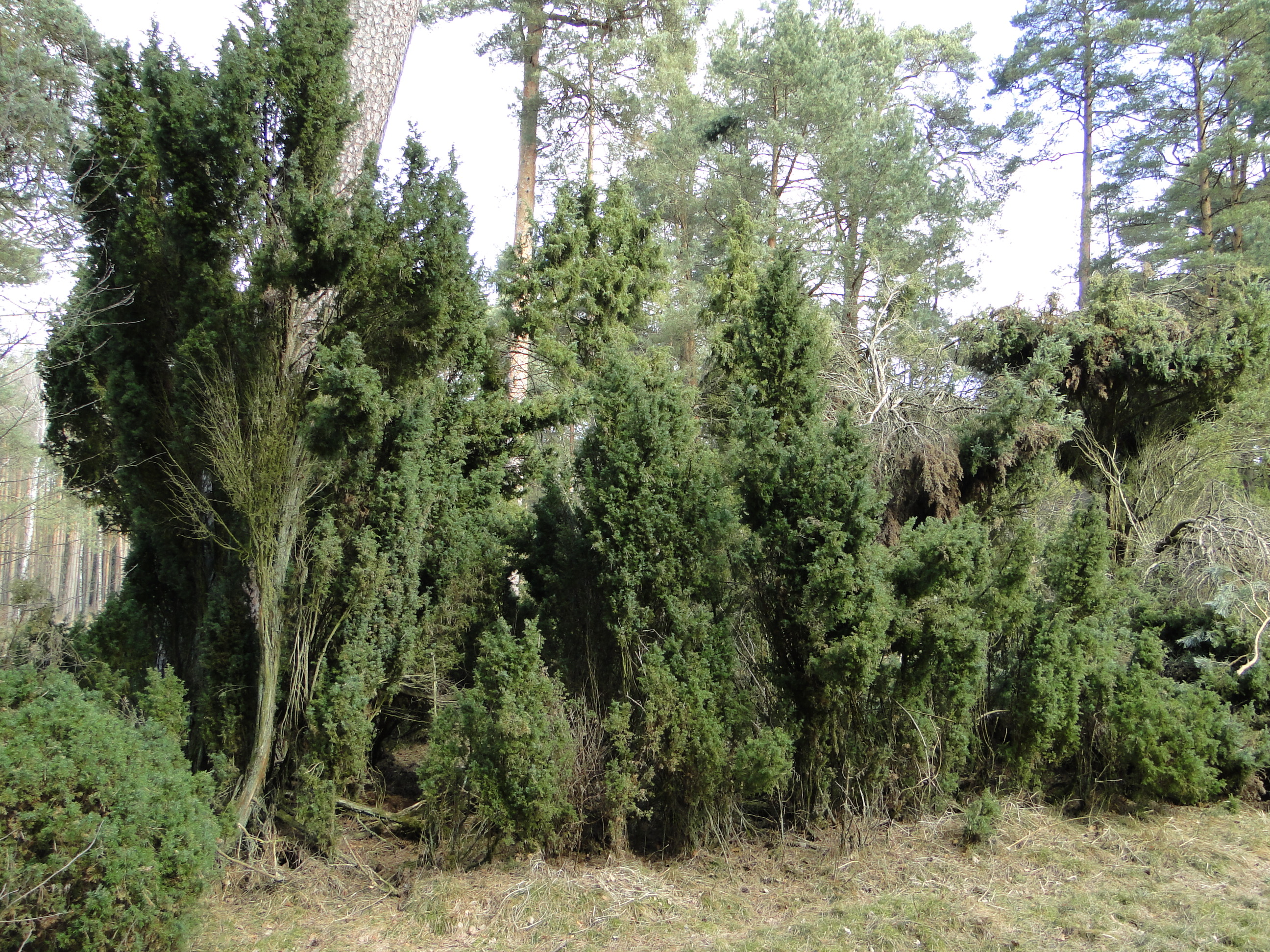
Wacholder im Flächennaturdenkmal (2011)

Das Flächennaturdenkmal Wacholderbestand Abt. 4184 Forstrevier Jellen ist ein 2,83 Hektar großer lückiger Wacholder-Kiefernwald in der Schwinzer Heide im Zentrum Mecklenburg-Vorpommerns. Das Gebiet liegt etwa 1,5 Kilometer nordöstlich von Jellen am alten Landweg nach Krakow und westlich des Naturschutzgebietes Jellen im Naturpark Nossentiner/Schwinzer Heide. Die Unterschutzstellung zur Erhaltung des Wacholders erfolgte 1979.
Das Gebiet befindet sich in mäßigem bis guten Zustand. Die Schneelast des Winters 2009/2010 hat die Wacholderbestände geschädigt.

## Nutzungsgeschichte
Jellen ist seit 1369 als Ort urkundlich belegt, ging 1455 endgültig an das Kloster Dobbertin über, wurde während des Dreißigjährigen Krieges 1633 zerstört und lag 1640 völlig wüst. Durch die natürliche Kiefernausbreitung auf den Heideflächen verkleinerte sich das Ackerland. Nach 1700 wurde in Jellen ein selbständiger Hof mit Verwalter als Meierei, auch Schäferei genannt, angelegt.
Die heute 190- bis 200-jährigen Kiefern gehören mit zur ersten Waldgeneration von Kiefern in der Schwinzer Heide. Durch die geringe Entfernung des Waldes zum damaligen Meierei- und Forstarbeiterdorf Jellen wurde das Waldstück auch zur Waldweide mit Rindern genutzt. Selbst nach dem Verbot der Waldweide um 1900 durften die Wald- und Forstarbeiter die ihnen zugewiesenen Waldteile weiter als Waldweide nutzen.

## Pflanzen- und Tierwelt
Unter den alten Kiefern konnte sich der gegen Verbiss durch Haustiere gut geschützte Gemeine Wacholder (Juniperus communis) entwickeln. Neben den alten Kiefern (Pinus sylvestris) wurden im Schutzgebiet jüngere Kiefern gepflegt, welche mittelfristig die Altkiefern ersetzen sollen. Der Schwarzspecht, die Hohltaube (Columba oenas), die Rauhautfledermaus (Pipistrellus nathussii) und der Große Abendsegler (Nyctalus noctula) nutzen den Höhlenreichtum der alten Kiefern zur Brut bzw. als Quartier zur Aufzucht der Jungen. 
In den letzten Jahrzehnten wurde durch Pflegehiebe darauf geachtet, dass trotz der fortschreitenden Bodenentwicklung (Humusanreicherung) die Baumarten Kiefern und Wacholder im aufgelichteten Bestand die Dominanz behalten. Schälschäden und Trittschäden durch Einstand von Rotwild beim Wacholder sind regelmäßig zu verzeichnen.

### Gedruckte Quellen
- Mecklenburgisches Urkundenbuch (MUB)

### Ungedruckte Quellen
Landeshauptarchiv Schwerin (LHAS)
- LHAS 5.12-4/2 Mecklenburgisches Ministerium für Landwirtschaft, Domänen und Forsten

## Karten
- Bertram Christian von Hoinckhusen: Mecklenburg Atlas mit Beschreibung der Aemter um 1700.
- Direktorial-Vermessungskarte Von dem Hochadelichen Dobbertinschen Klosteramts, 1759.
- Historischer Atlas von Mecklenburg, Wiebekingsche Karte von 1786.
- Topographisch oekonomisch und militaeriche Karte des Herzogtums Mecklenburg-Schwerin und des Fürstentums Ratzeburg des Grafen Schmettau, 1788.
- Preußische Land-Aufnahme 1880, Großherzogthum Mecklenburg-Schwerin 1882, Nachtrag 1919.
- Wirtschaftskarte Forstamt Dobbertin, Amt Parchim und Güstrow, 1927/1928.
- Offizielle Rad- und Wanderkarte Nossentiner/Schwinzer Heide, 2010.